# Ли Лисань
Ли Лисань (кит. 李立三 , пиньинь  Lǐ Lìsān; урождённый Ли Лунчжи (кит. 李隆郅 , пиньинь  Lǐ Lóngzhì); 18 ноября 1899 — 22 июня 1967) — китайский революционер, член Коммунистической партии Китая, один из её основателей. Занимал посты секретаря Постоянного комитета Политбюро ЦК КПК, руководителя Отдела пропаганды ЦК КПК, заместителя председателя Всекитайской федерации профсоюзов. В конце 1920-х годов, благодаря своему таланту организатора и оратора, а также заработанному влиянию в партии, фактически исполнял обязанности генерального секретаря КПК.

## Биография

### Ранние годы
Ли Лисань родился 18 ноября 1899 года в уезде Лилин провинции Хунань в помещичьей семье. При рождении получил имя Лунчжи. Получил начальное домашнее образование. Отец Ли, будучи учителем, познакомил его с классической китайской литературой и поэзией. В 1915 году Ли уезжает продолжать обучение в одной из средних школ Чанша, где знакомится с Мао Цзэдуном. После окончания школы Ли отправляется в Пекин, чтобы продолжить своё образование.
В Пекине Ли узнаёт о наборе студентов для отправки на обучение во Францию. В сентябре 1919 года Ли вместе с группой студентов прибывает во Францию, где сразу примыкает к группировкам китайских рабочих и студентов, борющихся за свои права и проникается идеями коммунизма. В свободное от учёбы время, чтобы заработать на жизнь, работает помощником токаря. Весной 1921 года вместе с такими активистами китайского студенческого движения, как Чжао Шиян, Чэнь Гунпэй, Лю Боцзянь и другие, Ли создаёт общество китайских коммунистов, организует работу Лиги китайских рабочих и студентов. В октябре этого же года за активное участие в демонстрациях китайских студентов в Лионе высылается французскими властями обратно в Китай.

### Начало карьеры
Возвратившись в Китай Ли вступает в недавно созданную Коммунистическую партию Китая, занимается партийной работой в Шанхае. В начале 1922 года направляется в родную провинцию Хунань для организации местного рабочего движения. В Аньюане основывает школу для рабочих, организует и возглавляет партийную ячейку. В это время Ли разворачивает активную пропагандистскую деятельность по привлечению новых членов КПК. Так, работая в должности директора клуба угольной шахты в Аньюане, убедил многих рабочих вступить в КПК: в конце 1924 года у КПК было 900 членов во всём Китае, из которых рабочие Аньюаньской угольной шахты составляли 300 человек. Создает профессиональный союз шахтеров Аньюаньской угольной шахты, принимает активное участие в создании профсоюза рабочих горнорудной компании «Ханьепин» (汉冶萍公司).
В марте 1923 года назначается секретарем Уханьского парткома КПК. В апреле 1924 года переводится на работу в Шанхайский партийный комитет, где непосредственно отвечает за организацию рабочего движения Шанхая. В 1925 году занимал пост председателя Шанхайской федерации профсоюзов. Руководит стачечным движением рабочих, организовывает забастовки на иностранных предприятиях Шанхая. В октябре 1925 года отправляется в Москву, где на конгрессе Профинтерна Ли Лисань был избран членом исполкома Профинтерна.

### Дальнейшая карьера
В мае 1926 года на III Всекитайском съезде трудящихся Ли избирается членом исполкома Всекитайской федерации профсоюзов и занимает должность руководителя организационного отдела федерации. В сентябре того же года после взятия Уханя войсками Национально-революционной армии Китая назначается руководителем Уханьского отделения Всекитайской федерации профсоюзов. В Ухане как представитель рабочего движения всего Китая организовывает и руководит антииностранными демонстрациями и митингами рабочих. В январе 1927 года руководит захватом бойцами НРА территории английской концессии в Ханькоу.
По итогам V съезда КПК избирается членом ЦК КПК, вводится в состав Политбюро ЦК КПК и назначается руководителем рабочего отдела ЦК КПК.
После поражения Революции 1925—1927 годов, в ответ на контрреволюционный переворот Вана Цзинвэя и Чана Кайши, Ли вместе с Танем Пиншанем и Дэном Чжунся вносит на рассмотрение ЦК КПК предложение об организации крупного восстания в Наньчане. В период Наньчанского восстания руководит политическим отделом Генерального штаба восстания. А после поражения Кантонского восстания в декабре 1927 года Ли назначается секретарем провинциального парткома КПК провинции Гуандун и направляется в Гонконг для организации работ по созданию партийного комитета и координации вооруженного сопротивления в сельских районах провинции.

### Линия Ли Лисаня
В июне 1928 года на VI съезде КПК, который проходил в Москве вновь избирается членом ЦК КПК и назначается секретарем отдела сельского хозяйства ЦК КПК. Позже занимает пост руководителя Отдела пропаганды ЦК КПК. В конце 1929 года и в течение 1930 года, когда генсеком КПК был его друг Сян Чжунфа, фактически играл руководящую роль в партии, занимал ультралевые позиции (в условиях спада революционного движения в Китае выступал за немедленную организацию вооруженных восстаний в городах, втягивание СССР в войну с Японией и т. д.). Инициировал решение Политбюро ЦК КПК от 11 июня 1930 года «О новом революционном подъёме и победе революции первоначально в одной или нескольких провинциях».
28 сентября 1930 года выведен из состава Постоянного комитета Политбюро ЦК КПК. В октябре 1930 года Исполком Коминтерна направил ЦК КПК письмо с развёрнутой критикой т. н. «линии Ли Лисаня», «лилисаневщины». 4-й пленум ЦК КПК в январе 1931 года осудил левацкий курс Ли Лисаня. В этих условиях Ли Лисаню было предложено уехать в СССР. В декабре 1930 года Ли прибывает в Москву, где проживёт следующие 15 лет. Находясь в СССР, Ли неоднократно обращался к советским властям с просьбой разрешить покинуть страну, чтобы вернуться в Китай для включения в борьбу против японских агрессоров, но всякий раз получал отказ.
В 1938 году в СССР арестован органами НКВД: «Я ни в чём не виновен ни перед китайской Компартией, ни перед советским народом. Моя совесть чиста», — сказал он тогда. Перед войной был отпущен.

### Возвращение на родину

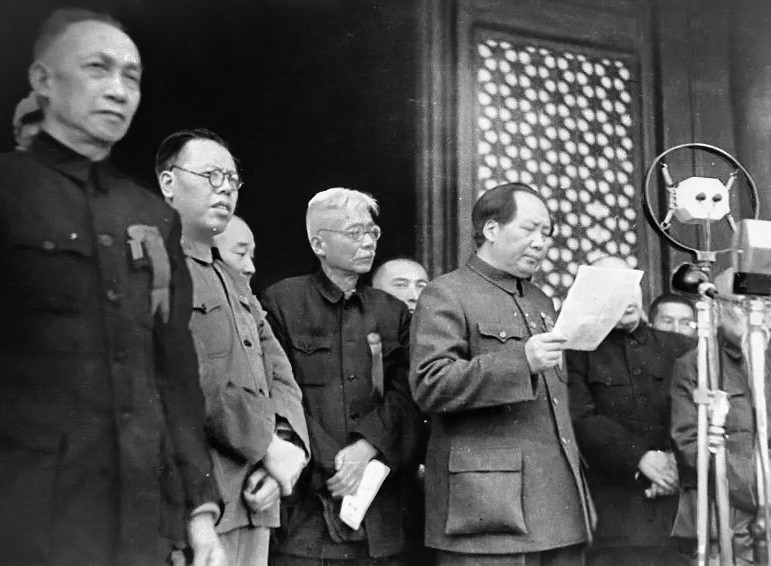
Церемония провозглашения Китайской Народной Республики, слева направо: У Юйчжан, Ли Лисань, Линь Боцюй, Мао Цзэдун.

В 1945 году Ли становится членом Северо-восточного бюро ЦК КПК, а в январе 1946 года возвращается в Китай и сразу же включается в революционную борьбу. Во время Гражданской войны в Китае работает в Северо-восточном бюро ЦК КПК, занимает должности руководителя отдела промышленности бюро, организует восстания в 63-й и 93-й армиях т. н. Юньнаньской клики. В 1948 году на IV съезде Всекитайской федерации профсоюзов избирается её первым заместителем председателя.
После образования КНР занимает пост министра труда КНР. В 1956 году состоялся VIII съезд КПК, на котором Ли выступает с самокритикой за приверженность к левацкому курсу, признает ошибки прошлого, что вызывает всеобщее одобрение и Ли вновь сохраняет своё членство в ЦК КПК. В 1960 году назначается секретарем Северокитайского бюро ЦК КПК.
Во время Культурной революции стал объектом травли со стороны хунвэйбинов. 22 июня 1967 года покончил жизнь самоубийством.

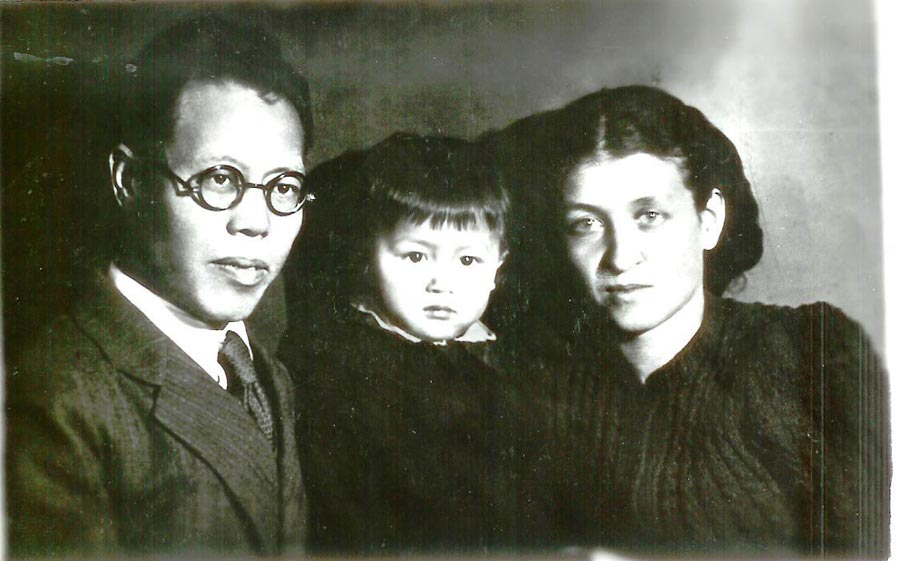
Ли с женой Е. П. Кишкиной и дочерью Ли Иннань (1946 год)

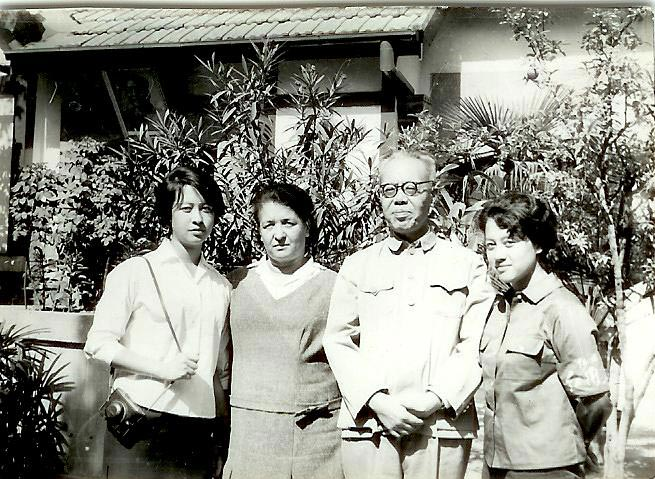
Слева направо: дочь Алла, жена Лиза, Ли Лисань, дочь Инна (1966)

## Память
В марте 1980 года Ли был реабилитирован и официально объявлен «выдающимся членом КПК, великим революционером и деятелем рабочего движения Китая». Именем Ли Лисаня названа одна из улиц в его родном Лилине в провинции Хунань.

## Семья
Во время ссылки в СССР Ли женился на Елизавете Павловне Кишкиной. После смерти Ли его вдова восемь лет провела в одиночной камере тюрьмы для особо важных заключённых, практически в полной изоляции. После освобождения осталась жить в Китае, будучи гражданкой КНР.
Дочь Ли Лисаня и Елизаветы Кишкиной — Ли Иннань — профессор Пекинского университета иностранных языков, переводчик-синхронист. В 2022 году Александр Архангельский выпустил о ней книгу "Русский иероглиф. История жизни Инны Ли, рассказанная ею самой".